# Gerbillurus setzeri
Gerbillurus setzeri es una especie de roedor de la familia Muridae.

## Distribución geográfica
Se encuentra en Angola y Namibia.

## Hábitat
Su hábitat natural son: desiertos cálidos y templados.